# أمية ملص
أمية ملص (1 نوفمبر 1971 -)، ممثلة سورية.

## عن حياتها
والدها هو المخرج محمد ملص وأمها هي باحثة موسيقية، وهي متزوجة ولها عدد من الأبناء، تخرجت من «المعهد العالي للفنون المسرحية» في دمشق قسم التمثيل، انضمت إلى نقابة الفنانين عام 1993.متزوجه من السيناريست لقمان ديركي ولها منه بنتان يعيشون الآن مع الأب في فرنسا بصفة لجوء

## أعمالها

### المسلسلات
- وردة شامية .
- حمام القيشاني.
- الزير سالم.
- عصي الدمع.
- يوميات مدير عام.
- يوميات مدير عام 2.
- الجوارح.
- تاج من شوك.
- حنين.
- البيوت أسرار.
- الهارب.
- باب الحارة - كل الاجزاء.
- الدبور الجزء الثاني
- بيت جدي الجزء الثاني
- وجه العدالة
- الخوالي
- أبناء القهر
- زمن البرغوت

### المسرحيات
- ياسمين.
- الثعلب والعنب.
- أصل الحكاية.
- رجاها

### الأعمال الإذاعية
- حكم العدالة.

## روابط خارجية
- أمية ملص على موقع قاعدة بيانات الأفلام العربية